# Alexander Bleick
Alexander Bleick (* 1962) ist ein deutscher Sportjournalist.

## Leben
Bleick wurde während seines Hochschulstudiums im Fach Betriebswirtschaftslehre als Journalist tätig, war unter anderem Mitarbeiter der Tageszeitungen Hamburger Abendblatt und Die Welt.
Beim Hörfunk des Norddeutschen Rundfunks (NDR) war er im Rahmen einer Sportreportage erstmals im Januar 1982 beim Fußballoberligaspiel zwischen dem SC Concordia Hamburg und dem Lüneburger SK im Einsatz, kommentierte für den NDR später Zweitligabegegnungen, 1986 kam die Berichterstattung innerhalb der Bundesligakonferenz hinzu. Des Weiteren wurde Bleick vom NDR als Hörfunkkommentator zu Fußball-Welt- und Europameisterschaften geschickt, 1988 berichtete er in Seoul erstmals von Olympischen Spielen. Die Sommerspiele 2016 waren seine 15. Olympiateilnahme als Journalist. Die ARD setzte ihn im Fernsehen als Berichterstatter von Schwimmwettkämpfen ein, darunter bei Olympischen Spielen. Seine Reportage vom Sieg Michael Groß’ über 200 Meter Schmetterling bei Olympia 1988 wurde prämiert.
Beim NDR-Hörfunk übernahm Bleick 2001 die Leitung des Programmbereichs Sport, bei den Olympischen Sommerspielen 2008, 2012 und 2016 leitete er die Hörfunkberichterstattung der ARD. 2010 wurde er für seinen Hörfunkbeitrag „Erinnerungen - der Abschied von Robert Enke“ vom Verband Deutscher Sportjournalisten mit dem Herbert-Zimmermann-Preis ausgezeichnet.
Bleick spielte im Amateurbereich Fußball beim Hamburger Verein SC Osterbek und bis 1996 bei der DJK Hamburg sowie später in der Altherrenmannschaft des Hamburg-Eimsbütteler Ballspiel-Clubs (HEBC).